# Station Cuesmes
Station Cuesmes was een spoorwegstation langs de spoorlijnen 96, 98 en 109 in de deelgemeente Cuesmes van de Belgische stad Bergen (Frans: Mons). Vroeger was dit station enkel gelegen aan de spoorlijn 98 en was de naam Cuesmes-État om zich te onderscheiden van het station Cuesmes-Nord gelegen aan de oude hoofdlijn 96.

## Reizigerstellingen
De grafiek en tabel geven het gemiddeld aantal instappende reizigers weer op een week-, zater- en zondag.
| Tabel: aantal instappende reizigers station Cuesmes | Tabel: aantal instappende reizigers station Cuesmes | Tabel: aantal instappende reizigers station Cuesmes | Tabel: aantal instappende reizigers station Cuesmes |
|                                                     | Weekdag                                             | Zaterdag                                            | Zondag                                              |
| --------------------------------------------------- | --------------------------------------------------- | --------------------------------------------------- | --------------------------------------------------- |
| 1977                                                | 283                                                 | 40                                                  | 18                                                  |
| 1978                                                | 273                                                 | 38                                                  | 12                                                  |
| 1979                                                | 262                                                 | 44                                                  | 13                                                  |
| 1980                                                | 242                                                 | 66                                                  | 36                                                  |
| 1981                                                | 214                                                 | 39                                                  | 22                                                  |
| 1982                                                | 248                                                 | 27                                                  | 24                                                  |
| 1983                                                | 231                                                 | 52                                                  | 27                                                  |
| 1984                                                | 112                                                 | 35                                                  | 2                                                   |
| 1985                                                | 96                                                  | 12                                                  | 18                                                  |
| 1986                                                | 113                                                 | 11                                                  | 3                                                   |
| 1987                                                | 99                                                  | 11                                                  | 18                                                  |
| 1988                                                | 87                                                  | -                                                   | -                                                   |
| 1989                                                | 72                                                  | -                                                   | -                                                   |
| 1990                                                | 103                                                 | -                                                   | -                                                   |
| 1991                                                | 43                                                  | -                                                   | -                                                   |
| 1992                                                | 92                                                  | -                                                   | -                                                   |

0,0: Brussel-Zuid ·
3,9: Vorst-Zuid ·
6,0: Ruisbroek ·
9,1: Lot ·
11,1: Buizingen ·
13,6: Halle ·
16,0: Lembeek ·
18,1: Tubeke-Noord ·
18,7: Tubeke ·
20,9: Stéhoux ·
23,7: Hennuyères ·
25,5: Hennuyères-Village ·
29,6: 's-Gravenbrakel ·
35,8: Zinnik ·
41,1: Neufvilles ·
44,8: Masnuy-Saint-Pierre ·
48,6: Jurbeke ·
51,6: Erbisoeul ·
54,6: Ghlin ·
57,5: Nimy-Maisières ·
60:3: Bergen ·
62,2: Cuesmes ·
67,1: Frameries ·
69,4: Genly ·
71,2: Blaregnies ·
74,9: Quévy
0,0: Bergen ·
2,0: Cuesmes ·
6,2: Flénu-Central ·
6,9: Flénu-Produits ·
9,7: Pâturages ·
10,4: Wasmes ·
11,0: Petit-Wasmes ·
12,3: Warquignies ·
13,7: Warquignies-Clinique ·
14,9: Boussu-Bois ·
17,2: Dour ·
19,2: Elouges ·
23,8: Quiévrain
0,0: Cuesmes ·
1,1: Hyon-Ciply ·
7,2: Harmignies ·
10,1: Vellereille ·
12,8: Estinnes ·
16,6: Fauroeulx ·
22,0: Merbes ·
23,7: Bienne-lez-Happart ·
29,4: Lobbes ·
31,3: Thuin-Ouest ·
34,7: Biesme-sous-Thuin ·
37,5: Thuillies ·
41,6: Strée ·
46,8: Beaumont ·
51,9: Solre-Saint-Géry ·
56,3: Sivry ·
61,9: Rance ·
64,9: Froidchapelle ·
73,8: Robechies ·
78,1: Chimay